# Jean de Savoie
Jean de Savoie, que l'on trouve également sous la forme Jean-François de Savoie, mort le 7 février 1522 à Pignerol, est un ecclésiastique savoyard, évêque de Genève (1513-1522).
La forme Jean de Savoie est celle retenue par les listes épiscopales de l'évêché de Genève,, depuis le XVIe siècle et les listes de François Bonivard (Iohannes de Sabaudia), ou encore la notice du Dictionnaire historique de la Suisse (2009). La forme Jean-François de Savoie, donnée par Samuel Guichenon (XVIIe siècle), a été reprise par certains auteurs.

## Biographie

### Origines
Jean de Savoie est le fils naturel de l'évêque François de Savoie. Il est ainsi issu de la maison de Savoie. La date de naissance et le nom de sa mère ne sont pas connus.

### Portrait
François Bonivard a dressé des portraits cruels de Jean-François de Savoie qu'il convient de considérer avec circonspection car il l'a confondu avec Michel de Savoie.
« Lequel bastardt,  pour estre toujours mieux en credict entretenu, emplit la cour de bastardaille de la maison comme luy. Et fit donner l'abbaie de Romemoustier (sic) à un bastardt de l'evesque Johanloys (sic). Fit aussy venir cestuy-cy et le fourra en cour, mais il ne le pouvoit rendre au duc aggreable pource qu'il le veoit home vile de corps et d'esprit, sot et de mauvayse grace et non faisant aucune monstre d'estre de la mayson de Savoye. Toutteffoys, le bastardt le fit advouer, et luy fit havoir certains benefices assés maygres avec lesquelz il se pouvoit à grande paine entretenir en cour à iii chevaux, luy, un prebstre et un vallet, et alloit ainsy nacquettant après la cour en grande paouvreté de corps et de biens, car pour l'achever de paindre, il guaigna la grosse verolle. Pourquoy estoit tormenté du mal des gouttes et autre compaignes de la verolle. Et demeura ainsi du temps des ducz Philibert et Charles jusques après la mort de l'evesque de Seyssel de laquelle le duc adverti (combien qu'il n'aimat gueres ce protonotaire), si voulut il de luy faire son profit et considera que, jaçoit qu'il eut avancé plusieurz ecclesiastiques en l'eveschee de Geneve, ilz n'havoient pas voulu envers luy user de belle gratitude qu'ilz voulussent remettre la juridiction seculiere. »
- François Bonnivard - Chroniques de Genève (manuscrit de Turin).
« Et premierement aprez le trespas de lEveque d'Aix en trouva ung tel quil demandoit, nomme Jehan de Savoye, natif de Anger, hors de mariage, dune femme laquelle estoit communis generis. Ce nonobstant Messire François de Savoye, qui fut Evesque de Geneve  comme dessus nous avaons dict, et estoit archeveque dAulx (sic ) et Evesque du dict Angers bancqueta avec elle comme les aultres. Si fut cette femme encaincte, et ne savoit par avanture elle mesme de qui elle lestoit. Mais a cause que lEvesque estoit le plus opulent de tous et le pouvoit mieux nourrir que les aultres, elle le luy donna.
Ne scay si luy advoua, mais comme jay peu entendre par ses serviteurs qui pour lors le servoient, il nen tint pas grand conte, sa vie durant. Et aprez sa mort fut nourry a Angers tellement quellement, et aprez amene en court de Savoye, du Duc Philibert premierement, et aprez de cestuy cy, qui le tindrent aussy tous deulx en petite reputation. Mais ce nonobstant, a limportune instance de aulcunes gens de court, ausquelz il se recommandoit, il fut advoue pour bastard de la maison, luy fut donne certain petit estat, duquel a grand paine il pouvoit sentretenir a trois chevaulx, luy, ung prebstre et ung serviteur »
- François Bonnivard - Chroniques de Genève (manuscrit du Conseil).
« Mais quant lEvesque d'Aix fut mort, la messe de requiem dicelluy fut au bastardt Iehan, qui se nommoit le protonotaire de Savoye, une messe de gaudeamus, car le Duc, combien quil ne se souciat guerez de luy pour amour de luy, en commença avoir soing pour amour de soymesme, se pourpensant que jusquez alors il navoit eu meilleur moien ny plus grande commodite davoir la juridiction temporelle de Geneve que alors, sil trouvoit le moyen de faire passer au Pape que ce protonotaire de Savoye fust Evesque de Geneve : premierement, scachant le dict protonotaire est paouvre et souffreteux, et mesmement attainct d'une maladie communement appelee la maladie de Napples (sic) ou la grosse verolle, & qui avoit bien faute de bien pour se soulager du tourmeng que sa maladie lui donnoit, et aussi que cestoit ung homme de cueur vil, qui navoit pas grand esgard de son honneur ny de sa conscience, pourveu qu'il eust dequoy vivre; finalement que (oultre le bien quil recouuoit) deuvoit estimer ung gros honneur destre advoue de la maison de Savoye, et ne se monstreroit pas ingrat envers le Duc ny envers ceulx qui lui auroient faict ce service. »
- François Bonnivard - Chroniques de Genève (manuscrit du Conseil).
Le portrait est évidemment dicté par les différents politiques entre le duc de Savoie Charles II et les Genevois. L'auteur indique lui-même tenir certaines informations de ragots de domestiques. Mais il peut être vu comme un modèle de pamphlet biographique du XVIe siècle.

### Ministère

#### Évêque de Genève
Après la mort de l'évêque Charles de Seyssel, le 13 avril 1513, le chapitre de la Cathédrale Saint-Pierre de Genève élit Amédée de Gingin pour lui succéder. Le duc Charles III de Savoie intervient immédiatement auprès du Pape Léon X qui impose, à ce siège épiscopal, l'archidiacre de Genève et fils illégitime de l'ancien détenteur du siège François de Savoie.
Le 18 mai 1514, il assiste, accompagné de douze représentants des familles les plus illustres de Genève et d'une suite nombreuse, à Saint-Germain-en-Laye, en tant qu'ambassadeur du duc de Savoie, aux noces de Claude de France et de François d'Angoulême,.
Cette mainmise de la maison de Savoie provoque une forte réaction des Genevois qui s'allient par un traité de combourgeoisie avec le canton de Fribourg et le canton de Berne. Le duc de Savoie assiège en vain la ville en 1519 mais il doit se retirer.
Il est le dernier membre de la maison de Savoie à occuper le siège de Genève qui dans les années suivantes, sous son successeur Pierre de La Baume, rejoindra la camp de la Réforme protestante.

#### Abbé de Sainte Marie de Pignerol
Jean de Savoie devient abbé commendataire perpétuel de Sainte-Marie de Pignerol en 1515, après le décès de Jean-Amédée Bonivard qui survient le 7 décembre 1514 à Genève.
Le pape Léon X est bien disposé à l'égard de l'évêque de Genève qui a favorisé le mariage de son frère Julien de Médicis et de Philiberte de Savoie dont on célèbre les noces le 10 février 1515 à Turin. Jean de Savoie apparait encore portant le seul titre d'évêque de Genève dans des lettres ducales, rédigées à Turin, le 2 mars 1515, qui approuvent l'organisation et les statuts des lainiers de Pignerol. Le 9 mars 1515, il apparait en revanche en tant qu'évêque de Genève, abbé et administrateur perpétuel du monastère de sainte Marie de Pignerol.
Il tient à l'abbaye, le 22 avril 1520, un chapitre claustral auquel participent le prieur claustral Amédée de' Chacherani qui est de la famille des seigneurs de Bricherasio, l'infirmier Jacques d'Hentrules, le sacristain Matthieu de Pettenati, le pitancier Jean de Auda, le curé de Saint Véran Christophe de Bassis, et les moines François de Emphatus, Jacques de Garganeti, Christophe de Bernezzi, Jean-Antoine de' Balbiani, et Jean-Amédée Tegeroni. Les mêmes se réunissent à nouveau le 25 avril 1520 pour tenir chapitre et sont, cette fois rejoints, par Benedetto de Solaro chantre du monastère et vicaire de l'abbé.
Le nom de Jean de Savoie apparait encore dans les lettres qu'expédie en son nom Benedetto de Solaro, prévôt de La Pérouse et vicaire général de l'abbé, le 25 janvier 1521, puis dans celles que le prieur claustral Amédée de' Chacherani envoie le 10 décembre 1521. Le dernier acte connu de Jean de Savoie, à Pignerol, date du 2 février 1522 et concerne l'érection de la confraternité du Saint-Nom de Jésus et des Anges de Pignerol, et l'autorisation donnée à celle-ci de faire célébrer à l'aube ou de conduire des processions où bon lui semble. Jean-François de Savoie meurt très vraisemblablement le 7 février 1522 à l'abbaye de Pignerol
,. À cette date, Pierre de la Baume l'annonce dans une lettre destinée au conseil de Genève, et Benedetto de Solaro, prêvot de La Pérouse et vicaire général du monastère, apparait en tant que député du chapitre "sede vacante" dans des actes juridiques qui sont dressés respectivement le 13 février 1522 et le 7 avril 1522. La vacance du siège abbatial perdure, au plus tard, jusqu'au 27 juillet 1522 quand Pierre de la Baume commence à agir en tant qu'abbé commendataire du monastère.
Jean de Savoie est enseveli dans un sarcophage de marbre qui le représente mitré et en costume ecclésiastique dans l'église de l'abbaye Sainte-Marie de Pignerol. Celle-ci possédait deux églises voisines : l'une, consacrée à l'Assomption de la Vierge, servait à l'abbaye, et la seconde, dédiée à Saint Véran servait d'église paroissiale au bourg de l'abbaye. Ceci explique d'ailleurs, la présence d'un « Curé de Saint-Véran » parmi les membres du chapitre de l'abbaye. Entre 1704 et 1724, Victor-Amédée II fait reconstruire l'abbaye afin de réaliser un vœu qu'il avait fait alors que ses troupes assiégeaient Pignerol alors tenue par les Français. Mais les nouveaux bâtiments ne comportent plus qu'une église. Le sarcophage de Jean de Savoie est entreposé dans le clocher de l'église où il se trouve encore en 1823. Il a été, à l'occasion d'une restauration, replacé à l'intérieur d'un monument placé à l'intérieur de l'église.